# Arsenura rebeli
Arsenura rebeli är en fjärilsart som beskrevs av Gschwandtner 1919. Arsenura rebeli ingår i släktet Arsenura och familjen påfågelsspinnare. Inga underarter finns listade i Catalogue of Life.

## Bildgalleri

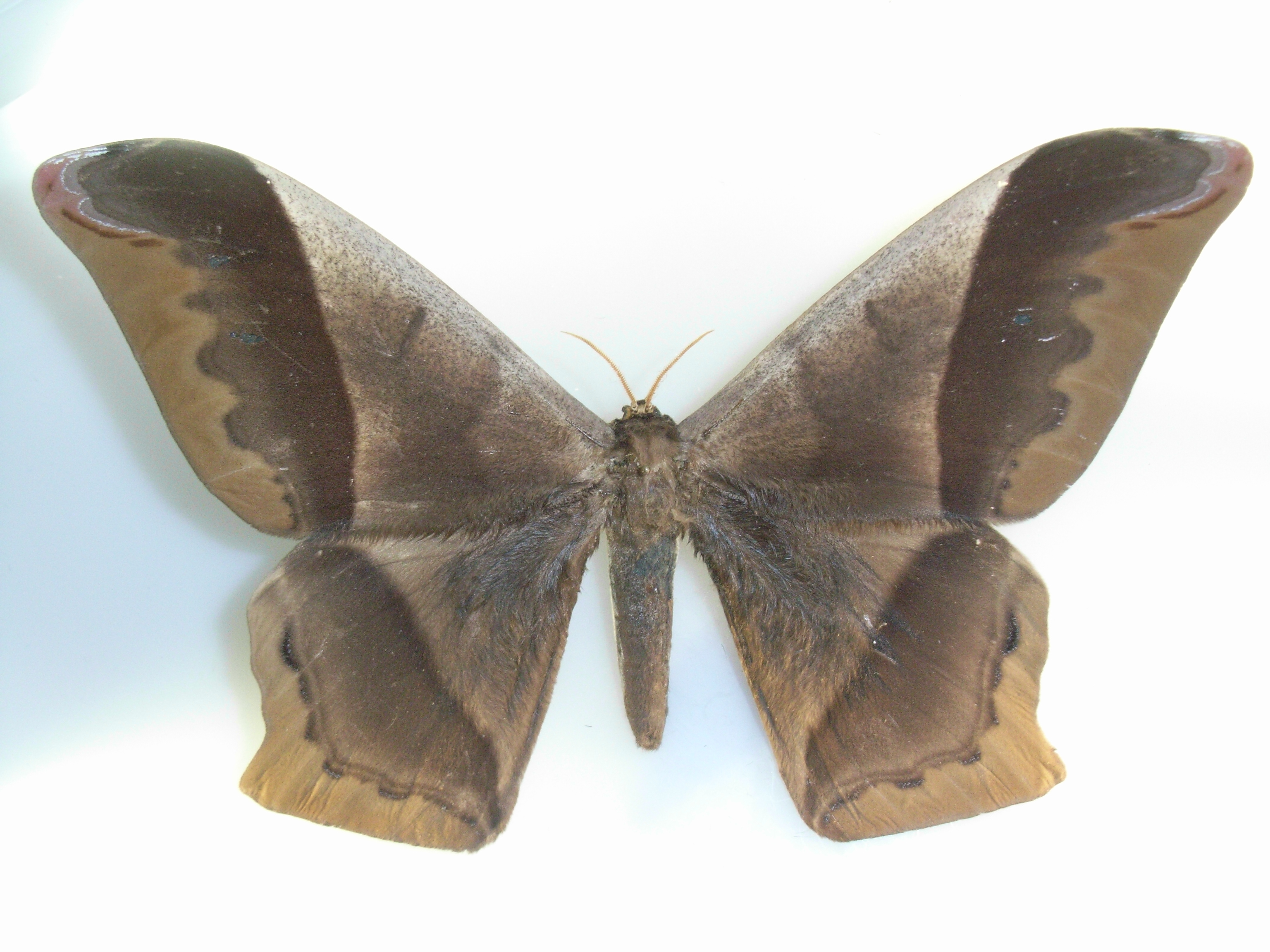